# Tour de Toscane espoirs
Le Tour de Toscane espoirs (Giro della Toscana en italien) est une ancienne course par étapes italienne disputée de 2002 à 2007. Elle se déroulait au mois de septembre et mettait aux prises uniquement des coureurs espoirs (moins de 23 ans) sur plusieurs étapes. L'épreuve était classée en 2.2 dans l'UCI Europe Tour.

## Palmarès
| Année | Vainqueur         | Deuxième           | Troisième          |
| ----- | ----------------- | ------------------ | ------------------ |
| 1999  | Seweryn Kohut     | Leonardo Giordani  | Francesco Mannucci |
| 2000  | Antonio Salomone  | Dmitri Gainitdinov | Ruslan Pidgornyy   |
| 2001  | Denis Bondarenko  | Petter Renang      | Cristian Tosoni    |
| 2002  | Davide Bragazzi   | Antonio De Conto   | Maurizio Varini    |
| 2003  | Kirill Goloubev   | Andriy Grivko      | Giovanni Visconti  |
| 2004  | Andriy Grivko     | Alessio Signego    | Vincenzo Nibali    |
| 2005  | Sergey Firsanov   | Simone Guidi       | Donato Cannone     |
| 2006  | Francesco Gavazzi | Anton Rechetnikov  | Aurélien Passeron  |
| 2007  | Emanuele Vona     | Marco Cattaneo     | Mirko Selvaggi     |